# Itarema
Itarema är en kommun i Brasilien.   Den ligger i delstaten Ceará, i den östra delen av landet, 1 700 km nordost om huvudstaden Brasília. Antalet invånare är 37 462.
Omgivningarna runt Itarema är huvudsakligen savann. Runt Itarema är det ganska glesbefolkat, med 25 invånare per kvadratkilometer.